# 金蓋國
金蓋国(김개국、1548年 - 1603年)は、李氏朝鮮の文臣。李滉学派に属し、李滉の弟子朴承任の門人であった。字は公済・公澄、号は晩翠堂。本貫は延安金氏。

## 生涯
慶尚北道永川で生まれた。李滉の弟子朴承任の門弟になって修学した。1573年に司馬試に合格して生員になり、1591年、式年文科に兵科で合格した。翌1592年7月に文禄・慶長の役が勃発すると、帰郷して、義兵を集め、義兵長として活躍した。1598年の戦乱終決後、義兵長として活動した功労で宣武原従功臣三等に録勲された。
親孝行でも知られ、礼曹正郎を経て郡守に至った。
李滉学派に属し、当初は東人であり、東人が南人と北人に分裂すると、北人となった。北人が大北と少北に分裂すると、少北となっている。

### 死後
後に司憲府執義、さらに、再び承政院承旨に追贈された。1643年、永川の三峯書院に祭享された。

### 性格
正義感が強く、悪事に妥協を許さなかった。義理も曲げず、その性格から不遇の生涯を送った。

## 家族
- 曽祖父 : 金世衡
  - 祖父 : 金復興
    - 父 : 金夢得
    - 母 : 李克温の娘
      - 妻 : ?
        - 長男 : 金汝燁
        - 次男 : 金汝煥
        - 三男 : 金汝煜
        - 四男 : 金汝爀

## 著書
- 《晩就逸稿》